# ドクドネラ属
ドクドネラ属はキサントモナス科に属する、グラム陰性非芽胞形成好気性桿菌。鞭毛を持ち運動性がある種が多い。基準種はドクドネラ・コレエンシス。属名は独島に因む。GC含量は66.7から73。
土壌から発見されている。カタラーゼ陽性、オキシダーゼ陽性。ピルビン酸や酢酸などの有機酸を利用するが糖の利用は種によって異なる。色素を生産するため、概ね黄色い色をしている。